# The Power of Eternity
The Power of Eternity is een studioalbum van de Britse muziekgroep Wishbone Ash; hier in de versie met Andy Powell. Op dit album spelen ze gitaarrock zoals ze dat al vanaf het begin van hun carrière doen. Het album is opgenomen in Finland, The Sound Factory, Lohja en de Blue Jay Studio te Carlisle (Massachusetts). De personeelswisseling zit nu in de drummer; het is het eerste album met Joe Crabtree

## Musici
- Andy Powell – zang, gitaar
- Bob Skeat – basgitaar en zang
- Muddy Manninen – gitaar en zang
- Joe Crabtree – slagwerk.

## Muziek
| Nr. | Titel                               | Duur |
| --- | ----------------------------------- | ---- |
| 1.  | The power (Ian Harris, Manninen)    | 5:48 |
| 2.  | Driving a wegde (Powell, Manninen)  | 4:24 |
| 3.  | In crisis (Powell, Manninen)        | 6:35 |
| 4.  | Dancing with the shadows (Manninen) | 5:55 |
| 5.  | Happiness (Powell, Skeat)           | 4:24 |
| 6.  | Northern lights (Manninen)          | 3:05 |
| 7.  | Your indulgence (Powell)            | 3:30 |
| 8.  | Growing up (Manninen)               | 4:38 |
| 9.  | Disappearing (Powell)               | 5;14 |
| 10. | Hope springs eternal (Powell)       | 5:55 |